# Новитченкова, Анна Ивановна
А́нна Ива́новна Новитче́нкова (6 ноября 1921 — 8 марта 1994) — свинарка совхоза «Ударник» Красносулинского района Ростовской области.

## Биография
Анна Ивановна Новитченкова родилась в 1921 году в Сулинском районе (ныне Красносулинский район Ростовской области).
В середине 1930-х годов пришла на свиноферму. Взялась за дело с особым рвением.
В годы Великой Отечественной войны, когда на фронт ушли мужчины-механизаторы, Анна Новитченкова села на трактор. Водила она свой трактор, вырабатывая в день по две нормы. За честный и самоотверженный труд, передовая трактористка была награждена медалью «За доблестный труд».
Как умелого организатора, Анну Ивановну поставили руководить полеводческим звеном совхоза «Ударник» Красносулинского района. Уже через год её звено стало выращивать высокие урожаи — по 25-30 центнеров пшеницы с гектара. За эту новую трудовую победу Анна Новитченкова в первые послевоенные годы была награждена Орденом Ленина.
В 1952 году она вернулась на ферму. Несколько лет с районной доски Почета не сходил портрет А. И. Новитченковой. Более 20 лет проработала она свинаркой. За эти годы вырастила и откормила несколько тысяч поросят, добившись замечательных результатов. Только за один 1965 год она получила от 20 свиноматок 370 поросят и всех вырастила. Отъемочный вес каждого составил 34 килограмма при плане 30.
А. И. Новитченкова стала призёром выставки достижений народного хозяйства СССР. Весной 1966 года за успехи, достигнутые в животноводчестве, ей было присвоено звание Героя Социалистического Труда.
Она пользовалась большим уважением у односельчан, которые не раз избирали Анну Ивановну депутатом районного Совета депутатов трудящихся.
Последние годы Новитченкова работала заведующей птичником на первой ферме совхоза «Ударник».
Выйдя на пенсию, переехала жить к сыну в г. Новочеркасск. Скончалась 8 марта 1994 года.

## Награды
- Герой Социалистического Труда (1966).
- Два ордена Ленина, медали.